# 今井産業
今井産業株式会社（いまいさんぎょう）は、島根県江津市に本社を置く総合建設メーカー。土木･建築事業の他、不動産、リサイクル事業などを行っている。

## 事業所
- 本社 - 島根県江津市桜江町川戸472－1
  - 工事開発室 - 島根県浜田市相生町4250　今井浜田ビル2F
- 浜田支店 - 島根県浜田市河内町3293-1
- 邑智支店 -  島根県邑智郡邑南町中野2428-4
- 松江支店 - 島根県松江市津田町301　今井松江ビル2F
- 広島支店 - 広島県広島市中区小町1-20　今井広島ビル3F
- 東京支店 - 東京都江東区木場5-10-11 宍倉ビル2F
- 大田営業所 - 島根県大田市長久町長久ロ302-13　蔭山ビル2Ｆ
- 呉営業所 - 広島県呉市中央6-9-23　サンヒルズビル501
- 建築石見支店 - 島根県浜田市相生町4250　今井浜田ビル４Ｆ
- 舗装部
  - 邑智工務課 - 島根県邑智郡川本町因原757
  - 浜田工務課 - 島根県浜田市河内町3293-1
- リサイクルプラント
  - 浜田リサイクルプラント - 島根県浜田市河内町3293-1
  - 川本リサイクルプラント - 島根県邑智郡川本町因原757
- 日建学院浜田校 - 島根県浜田市相生町4250　今井浜田ビル3F
- くらしの支援事業部 - 島根県浜田市相生町3906-1

## 沿革
- 1928年（昭和3年） - 金物屋を開業。
- 1938年（昭和13年） - 製材業に参入。
- 1949年（昭和24年） - 「今井産業有限会社」として法人組織に変更。
- 1954年（昭和29年） - 「今井産業株式会社」に組織変更。山陰産業株式会社設立。
- 1958年（昭和33年） - 建設業を開始し、木材事業部と建設事業部の2事業部制となる。
- 1972年（昭和47年） - 今井商事株式会社設立。
- 1974年（昭和49年） - 今井住宅工業株式会社を設立し、ミサワホームの協力工場として住宅部材の生産を開始。
- 1975年（昭和50年） - 今井住宅工業株式会社を吸収合併し、住宅事業部を発足。
- 1982年（昭和57年） - 祥洋建設株式会社をグループ会社化。
- 1988年（昭和63年） - 不動産システム株式会社設立。新本社ビル落成。
- 1995年（平成7年） - 今井美術館を開館。
- 2000年（平成12年） - いまゐネット株式会社を設立。
- 2001年（平成13年） - 株式会社サン・ルネスを設立。今井不動産株式会社を不動産システム株式会社に吸収合併。
- 2003年（平成15年） - 株式会社住創をグループ会社化。

## 主な建造実績
- エル・アイ・ビー 社屋
- 江津警察署
- 江津市立江津中学校 校舎棟
- 江津バイオマス発電所
- サンキ 出雲支店
- ドーミーインEXPRESS松江
- ニトリ 出雲店
- 浜田自動車道 瑞穂インターチェンジ
- 美郷町役場庁舎

## グループ会社
- 山陰エステート（不動産賃貸事業）
- 祥洋建設（土木建設事業）
- 今井産業（ガソリンスタンド運営･生コン事業）
- 不動産システム（不動産賃貸･管理事業）
- いまゐネット（HP制作･地域情報配信事業）
- 住創（輸入住宅･リフォーム事業）
- 祥福（老人ホーム運営事業）
- アイズーモ株式会社（総合建設業・不動産業）